# Erik Scavenius

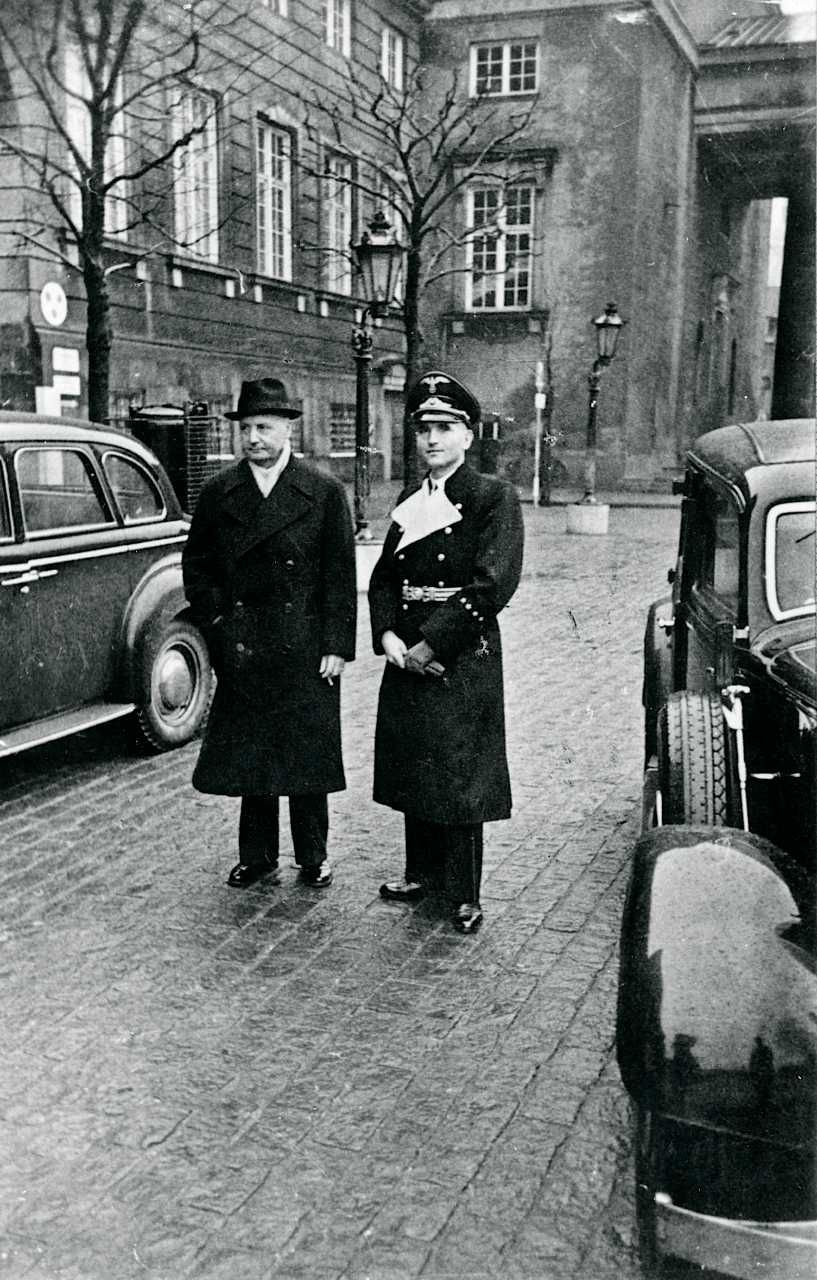
Scavenius (po lewej) z Wernerem Bestem

Erik Julius Christian Scavenius (ur. 13 czerwca 1877, zm. 29 listopada 1962) – duński minister spraw zagranicznych w latach 1909–1910, 1913–1920 i 1940–1943, a w latach 1942–1943 premier tego kraju. Jego gabinet podał się do dymisji w 1943 zawieszając swoje działania. Dymisja ta nie została nigdy formalnie zaakceptowana przez króla, więc gabinet ten istniał do czasu uformowania się nowego. Scavenius należał do Landstingu (1918–1920) a 1925–1927 reprezentował socjalliberalną partię Det Radikale Venstre.
Rodzina Scavenius należy do duńskiej arystokracji, jej tradycją jest praca w dyplomacji. Erik Scavenius ukończył ekonomię w 1901. Wkrótce po tym znalazł zatrudnienie w duńskim Ministerstwie Spraw Zagranicznych. Pełnił funkcję sekretarza w duńskiej ambasadzie w Berlinie w latach 1906–1908. W tym czasie uformowało się jego ukierunkowanie na relacje duńsko-niemieckie. Następnie został kierownikiem sekcji w ministerstwie. Został wysłany do Wiednia i Rzymu na lata 1912–1913 a później do Sztokholmu (1924–1932). Od 1932 do 1940 był prezesem zarządu dużego dziennika Politiken. Był właścicielem dużego majątku 1915–1946, ale po roku 1945 popadł w finansowe trudności.
Scavenius został wyznaczony na ministra w wieku zaledwie 32 lat, co było dużym zaskoczeniem. Wybierano go na to stanowisko dwukrotnie za rządów socjalliberalnych. W czasie I wojny światowej z konsekwencją starał się utrzymywać kurs proniemiecki, politykę nieangażowania się Danii w konflikt z sąsiadującym mocarstwem poprzez przyjęcie jego żądań.
Po raz kolejny ministrem spraw zagranicznych został w czasie okupacji niemieckiej, będąc tym samym najważniejszym łącznikiem między rządem duńskim a władzami niemieckimi. Co więcej, przez pewien okres w czasie wojny pełnił funkcję premiera rządu koalicyjnego. Jego podejście do rządu było nacechowane elitaryzmem. W tym czasie partia Det Radikale Venstre nie uznawała go za swojego przedstawiciela, chociaż wraz z resztą koalicji akceptowała jego posunięcia.
Scavenius bardzo obawiał się opinii publicznej, która mogła zdestabilizować jego starania o pogodzenie duńskiej niepodległości z rzeczywistością okupacji. Był całkowicie przekonany o słuszności swoich działań na rzecz kraju. Po wojnie jego postawa była bardzo krytykowana, w szczególności ze strony ruchu oporu. Odpierał jednak zarzuty twierdząc, że ci ludzie z własnej próżności próbowali przez to budować swoje własne reputacje i kariery polityczne.